# مدوبروک (آلاباما)
مدوبروک (به انگلیسی: Meadowbrook) شهرکی در شهرستان شلبی ایالت آلاباما است که مساحت آن ۱۰٫۹۴ کیلومترمربع است و در سرشماری سال ۲۰۱۰ میلادی، ۸٬۷۶۹ نفر جمعیت داشته و تراکم جمعیتی آن، ۸۰۱٫۵۵ در کیلومترمربع بوده است.